# Poblado Francisco I. Madero
Poblado Francisco I. Madero är en ort i Mexiko.   Den ligger i kommunen Frontera Hidalgo och delstaten Chiapas, i den sydöstra delen av landet, 900 km sydost om huvudstaden Mexico City. Poblado Francisco I. Madero ligger 44 meter över havet och antalet invånare är 742.
Terrängen runt Poblado Francisco I. Madero är platt. Runt Poblado Francisco I. Madero är det ganska tätbefolkat, med 144 invånare per kvadratkilometer. Närmaste större samhälle är Tapachula, 18,3 km norr om Poblado Francisco I. Madero. Omgivningarna runt Poblado Francisco I. Madero är en mosaik av jordbruksmark och naturlig växtlighet.